# Katarina Zajc
Katarina "Katra" Zajc (* 31. Januar 1967 in Ljubljana) ist eine ehemalige jugoslawische Skirennläuferin.

## Karriere
Zajc war in den späten 1980er Jahren aktiv. Ihren größten Erfolg feierte sie am 9. März 1986 beim Weltcupriesenslalom in Sunshine, Alberta als sie hinter Traudl Hächer und Maria Walliser den dritten Platz belegte. Dies sollte ihr einziger Podestplatz im Weltcup bleiben.
1988 belegte sie bei den Olympischen Winterspielen in Calgary Rang 15 im Riesenslalom, im Slalom schied sie aus. Danach ist sie nicht mehr als Rennläuferin in Erscheinung getreten.

## Erfolge

### Olympische Winterspiele
- Calgary 1988: 15. Riesenslalom, DNF Slalom

### Weltcup
- 2 Platzierungen unter den besten 10, davon ein Podestplatz